# Aeropuerto Augusto Vergara
El Aeropuerto Augusto Vergara (OACI: MPNU) es un aeropuerto público ubicado a 12 km al norte del centro de la ciudad de Las Tablas, provincia de Los Santos, Panamá. En 2011 fue remodelado con el propósito de transportar más turistas a dicha provincia.